# Guerra anglo-francesa (1627-1629)

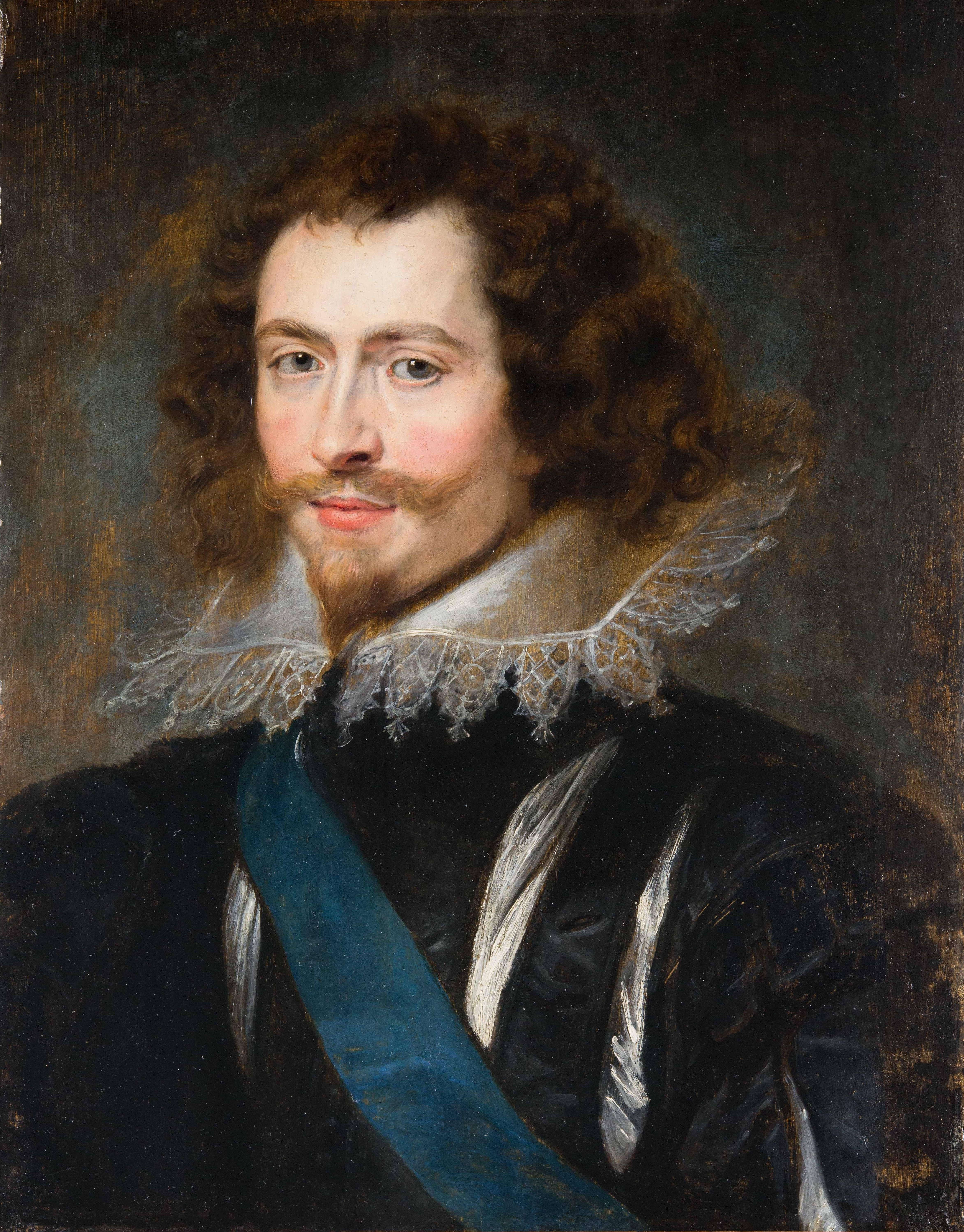
El Duque de Buckingham era el comandante principal de los ingleses en el conflicto.

La guerra anglo-francesa de 1627-1629 formó parte de la Guerra de los Treinta Años. Fueron acciones principalmente marítimas. El centro del conflicto rodeaba el asedio de La Rochelle, en la que la corona Inglesa apoyó a los hugonotes franceses en su lucha contra las fuerzas reales francesas de Luis XIII de Francia en 1627-1628. La Rochelle se había convertido en el bastión de los hugonotes franceses, por su propio gobierno. Era el centro de poder marítimo hugonote y el centro más fuerte de la resistencia contra el gobierno central.

## Antecedentes
El conflicto siguió al fracaso de la alianza anglo-francesa de 1624, en la que Inglaterra había tratado de encontrar un aliado en Francia contra el poder de los Habsburgo. La política francesa evolucionó de lo contrario sin embargo, cuando el cardenal Richelieu llegó al poder en 1624. En 1625, Richelieu utiliza buques de guerra ingleses para vencer a los hugonotes en la recuperación de la isla de Ré (1625), lo que provocó indignación en Inglaterra.
En 1626, Francia en realidad llegó a la conclusión de una paz secreta con España y las disputas surgieron en torno al hogar de Enriqueta María . Por otra parte, Francia estaba construyendo el poder de su marina de guerra, lo que lleva a los Ingleses a estar convencidos de que Francia debe oponerse "por razones de Estado".
En junio de 1626, Walter Montagu fue enviado a Francia para ponerse en contacto con los nobles disidentes y desde marzo de 1627 comenzó a organizar una rebelión francesa. El plan consistía en enviar una flota Inglesa para alentar la rebelión, como una nueva revuelta de los hugonotes dirigidos por Enrique, duque de Rohan y su hermano Soubise.

## Expedición de la isla de Ré
Carlos I envió a su favorito George Villiers, 1r duque de Buckingham, con una flota de 80 barcos. En junio de 1627 Buckingham organizó un desembarco en la cercana isla de Ré con 6.000 hombres con el fin de ayudar a los hugonotes. Aunque era un bastión protestante, la Isla de Ré no se había unido directamente a la rebelión contra el rey. En la Isla de Ré, los ingleses bajo Buckingham trataron de tomar la ciudad fortificada de Saint-Martin-de-Ré, pero fueron rechazados después de tres meses. Los pequeños barcos de la Marina nacional de Francia lograron abastecer Saint-Martin, a pesar del bloqueo inglés. A Buckingham finalmente se le agotó el dinero y el apoyo, su ejército fue debilitado por enfermedades. Después de un último ataque a Saint-Martin fueron rechazados con grandes bajas y se fue con sus naves.

## Expedición de La Rochelle

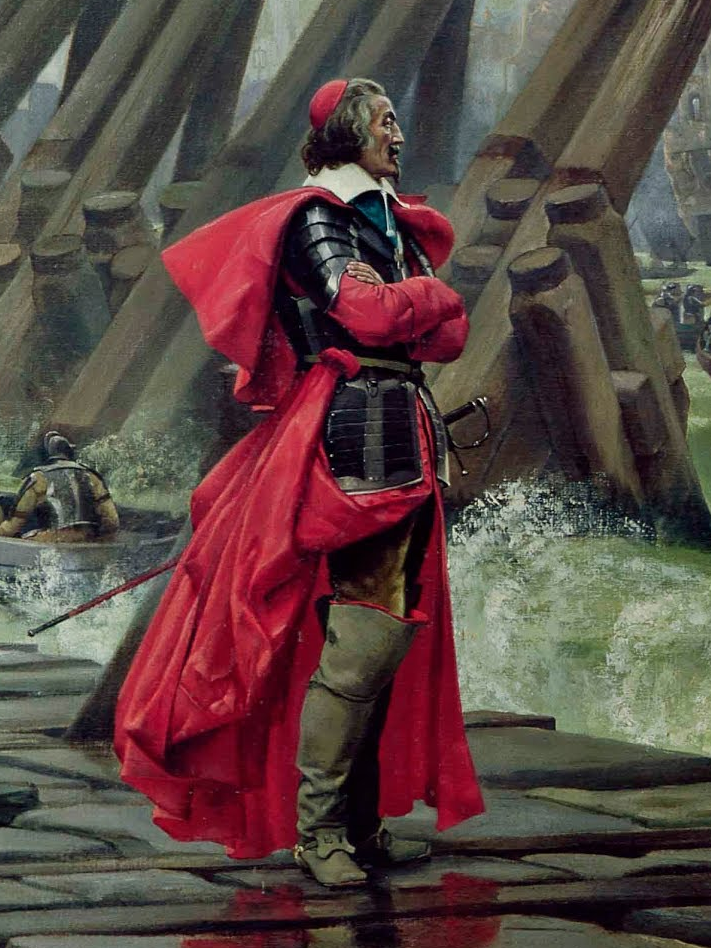
Representación de Henri Motte de 1881 del Cardenal Richelieu en el Asedio de La Rochelle.

Inglaterra intentó enviar dos flotas más para aliviar La Rochelle. La primera de ellas, dirigida por William Feilding, conde de Denbigh, zarpó en abril de 1628, pero regresó sin una lucha a Portsmouth, como Denbigh "dijo que no tenía ninguna comisión para aventurar la nave del rey en una pelea y volvió vergonzosamente a Portsmouth". Una segunda flota, organizada por Buckingham justo antes de su asesinato, fue enviada bajo el Almirante de la Flota, el conde de Lindsey en agosto de 1628, que constaba de 29 buques de guerra y 31 buques mercantes. En septiembre de 1628, la flota inglesa trató de aliviar la ciudad. Después de bombardear las posiciones francesas y tratando de forzar la pared del mar en vano, la flota inglesa tuvo que retirarse. Después de esta última decepción, la ciudad se rindió el 28 de octubre de 1628.

## Paz
Después de estas derrotas, Inglaterra terminaría su participación en la política de la Europa continental, mediante la negociación de un tratado de paz con Francia en 1629. Un tratado de paz fue firmado también con España en 1630, también después de un conflicto fallido con la expedición a Cádiz. La retirada de Inglaterra de los asuntos europeos consternó a las fuerzas protestantes en el continente.
En Inglaterra, el conflicto interno continuó entre la monarquía y el Parlamento, disputas que llevarían a las guerras civiles inglesas de la década de 1640. Francia, por el contrario, siguió haciéndose más poderosa, su armada llegó a ser aún más grande que la de Inglaterra para 1630.